# La Loubière
 La Loubière  (en occitano La Lobièra) es una población y comuna francesa, situada en la región de Mediodía-Pirineos, departamento de Aveyron, en el distrito de Rodez y cantón de Bozouls.

## Demografía
| 419 | 402 | 568 | 878 | 1011 | 1174 |
| Para los censos de 1962 a 1999 la población legal corresponde a la población sin duplicidades (Fuente: INSEE [Consultar]) |     |     |     |      |      |